# Église Saint-François-de-Paule de Rio de Janeiro
Pour les articles homonymes, voir Église Saint-François-de-Paule.
L'église Saint-François-de-Paule de Rio de Janeiro est une église catholique située sur le Largo de São Francisco de Paula, dans le centre historique de la ville de Rio de Janeiro, au Brésil. C'est l'une des plus grandes églises de la commune.

## Historique

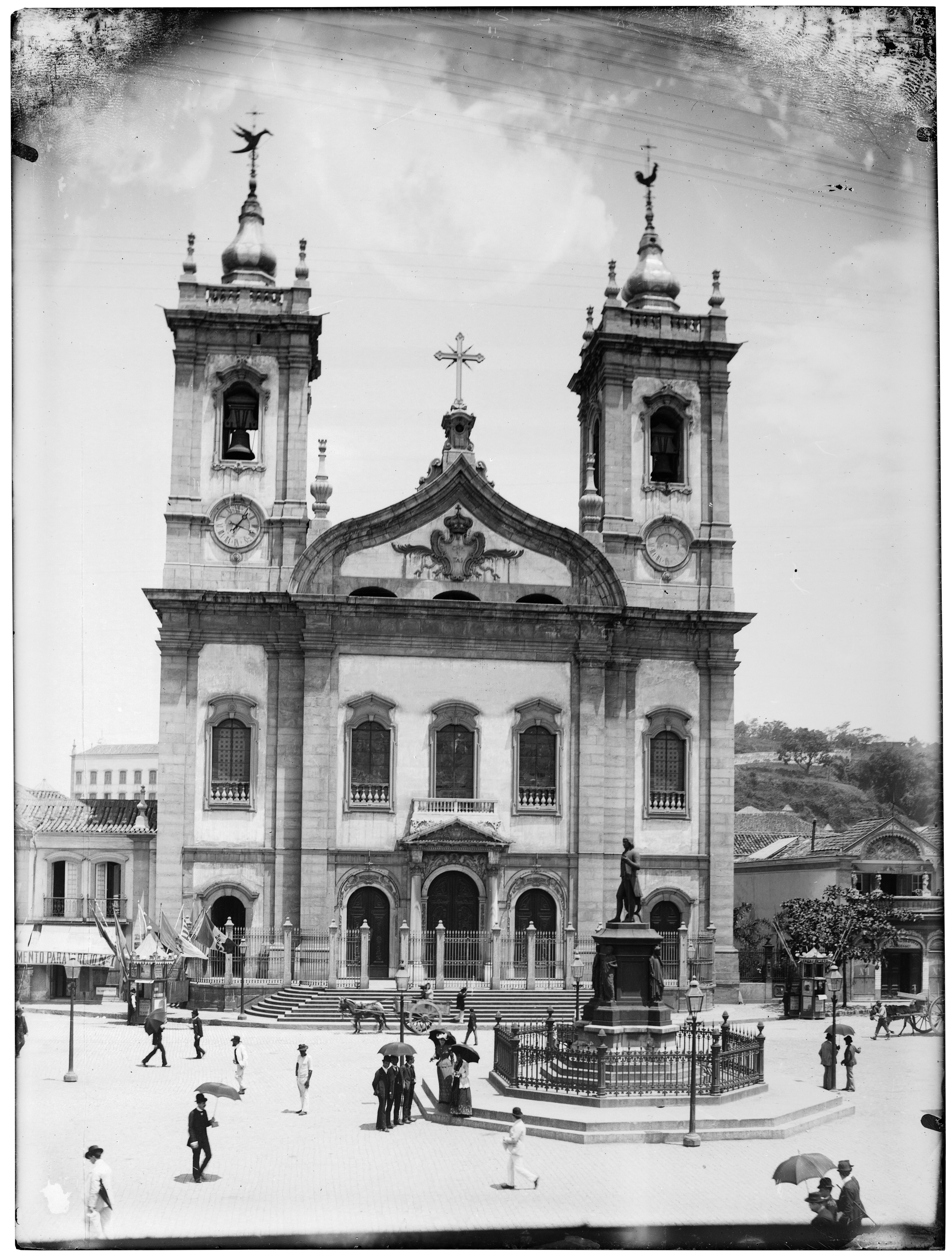
Église de San Francisco de Paula (1885)

Le Largo de São Francisco a été l'un des principaux points de la ville, de la seconde moitié du XVIIIe siècle à la fin du XIXe siècle et, à partir du XXe siècle, un lieu de grand mouvement dans le quartier de la Région Centrale.
La construction de l'église a commencé en 1759 à l'initiative des frères du Tiers Ordre des Minimes de São Francisco de Paula et s'est achevée en 1801. Tout au long de son histoire, elle a subi plusieurs interventions de conservation et de restauration.
L'église a été inaugurée le 7 mars 1865, dans un te-déum solennel, avec la présence des empereurs D. Pedro II et D. Teresa Cristina.

## Caractéristiques
Les grandes portes d'entrée en bois ont été sculptées par Antônio de Pádua e Castro, qui a également ajouté le portique néoclassique en marbre qui encadre la porte principale. L'intérieur est entièrement recouvert d'un décor sculpté. Mestre Valentim est l'auteur du maître-autel et de la chapelle de Nossa Senhora da Vitória.
La décoration de la nef centrale est réalisée à partir de 1855, d'après un projet du peintre Mário Bragaldi, dans un style néoclassique.
La collection est enrichie de peintures de Victor Meirelles, de panneaux de Manoel da Cunha, ainsi que de vitraux d'origine allemande et d'une vasque en mosaïque et marbre dans la sacristie, avec des robinets en bronze.
L'une des cloches de l'église s'appelait "Aragon", car elle exécutait le couvre-feu déterminé par l'Intendente Geral de Polícia Teixeira de Aragão, entre 1824 et 1827.
L'orgue de l'église a été inauguré par l'organiste de Rio Antônio Silva.

## Galerie

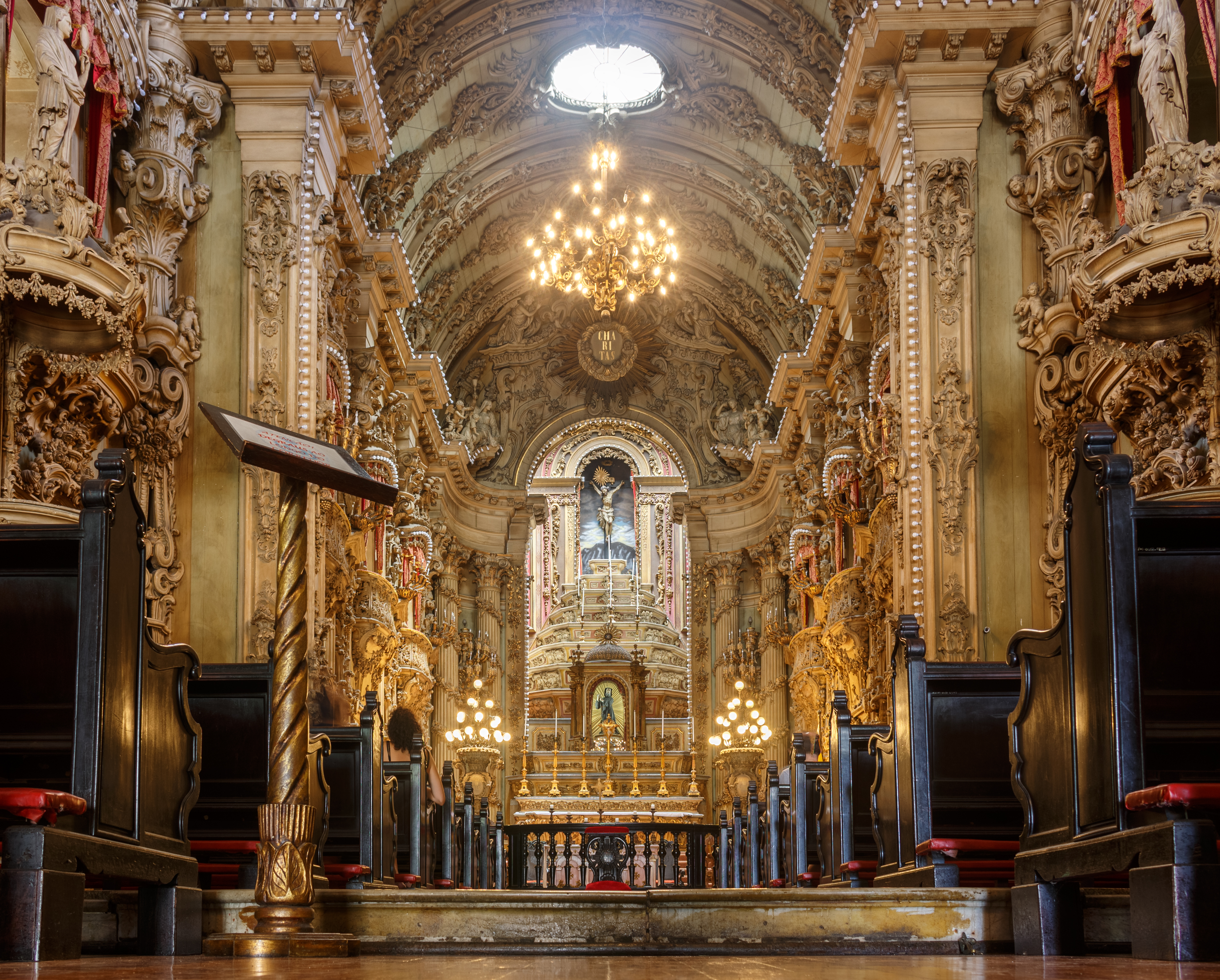
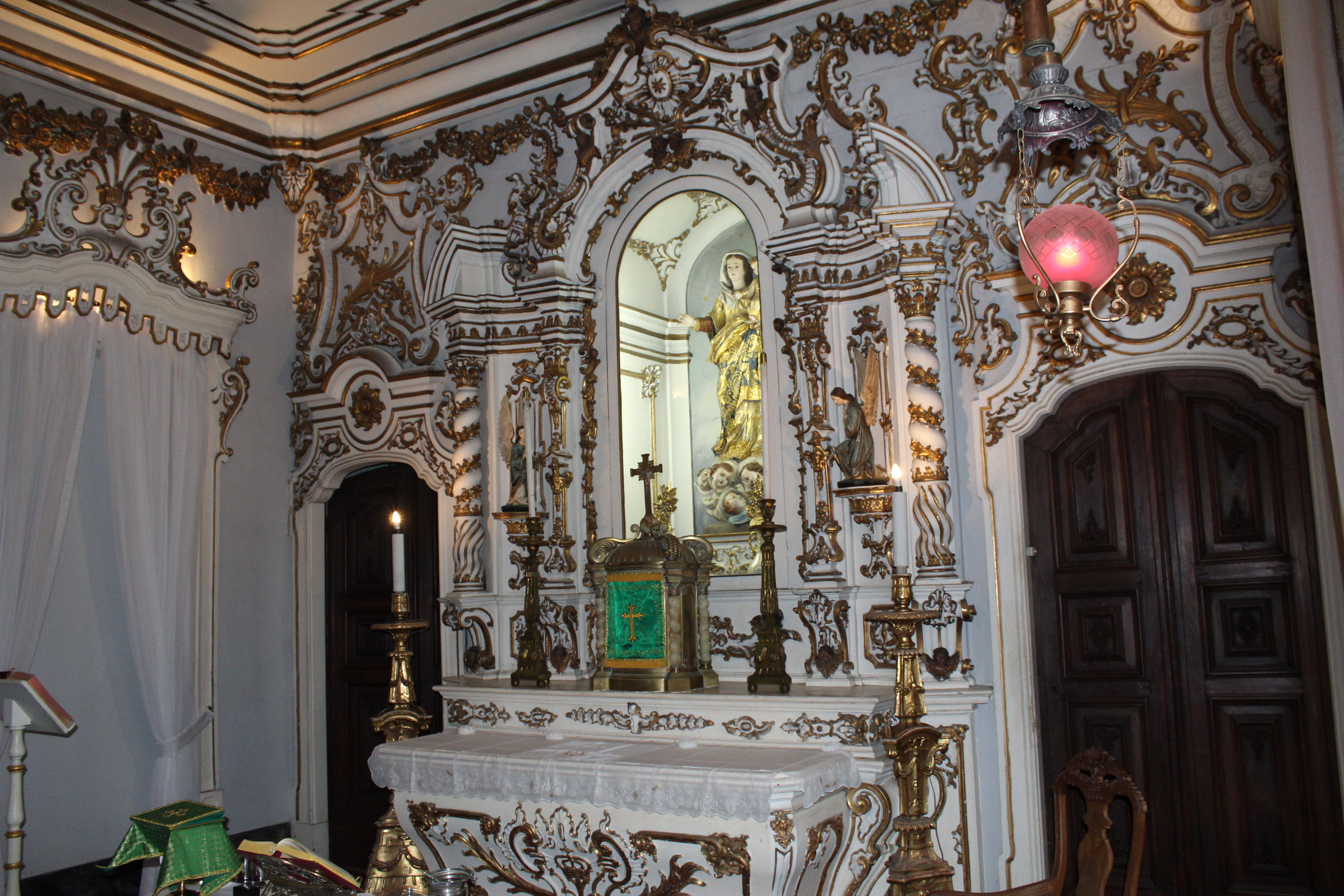
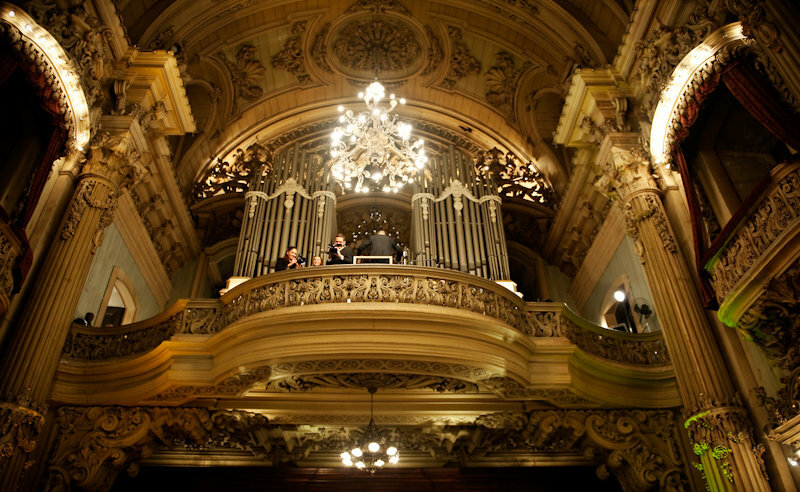
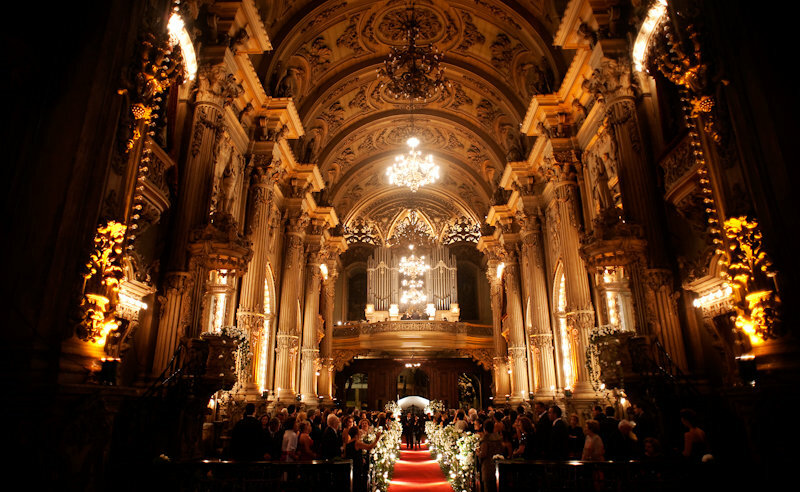